# Tournoi des Six Nations des moins de 20 ans 2022
Cet article traite de l'épreuve des juniors. Pour la compétition sénior, voir Tournoi des Six Nations 2022. Pour la compétition féminine, voir Tournoi des Six Nations féminin 2022.
Ne doit pas être confondu avec Six Nations Summer Series des moins de 20 ans 2022.
Pour un article plus général, voir Tournoi des Six Nations des moins de 20 ans.
Navigation
Tournoi des moins de 20 ans 2021 Tournoi des moins de 20 ans 2023
Le Tournoi des Six Nations des moins de 20 ans 2022 est une compétition annuelle de rugby à XV disputée par six équipes européennes : Angleterre, Écosse, France, pays de Galles, Irlande et Italie.
L'Irlande remporte la compétition en réalisant le Grand Chelem.
Le troisième ligne centre irlandais James Culhane (en) est élu meilleur joueur de la compétition.

## Contexte et résultat de la compétition

### Édition précédente
Lors de l'édition précédente, le Tournoi s'est déroulé entièrement au Cardiff Arms Park, à cause de la pandémie de Covid-19, sur les mois de juin et juillet 2021.
Cette année-là, la compétition reprend un rythme normal et se déroule aux mois de février et mars 2022. Trois équipes (France, pays de Galles, Irlande) reçoivent trois fois et se déplacent à deux reprises, tandis que les trois autres (Angleterre, Écosse, Italie) ne reçoivent que deux fois et se déplacent trois fois.
L'équipe d'Angleterre est championne en titre après son Grand Chelem réalisé l'année passée.

### Résultat
À l'issue de la cinquième journée, l'Irlande remporte la compétition en réalisant le Grand Chelem. La France termine une nouvelle fois deuxième après l'année dernière, tandis que les Anglais sont troisièmes, avec seulement deux victoires, à égalité de points avec l'Italie qui a remporté trois rencontres, dont leur match contre les Anglais. Le pays de Galles est avant-dernier avec seulement une victoire et l'Écosse est une nouvelle fois dernière, comme l'an dernier, avec aucune victoire,.

## Calendrier des matchs
Ci-dessous, le calendrier des matchs, ainsi que les résultats de la compétition :
Première journée
| Le 4 février à 20 h | Stade André-et-Guy-Boniface, Mont-de-Marsan | France -20  | 41 - 15 | Italie -20         |
| Le 4 février à 20 h | Edinburgh Rugby Stadium, Écosse             | Écosse -20  | 24 - 41 | Angleterre -20     |
| Le 4 février à 20 h | Musgrave Park, Irlande                      | Irlande -20 | 53 - 5  | Pays de Galles -20 |

Deuxième journée
| Le 11 février à 19 h | Stadio Comunale di Monigo, Trévise   | Italie -20         | 6 - 0   | Angleterre -20 |
| Le 11 février à 19 h | Eirias Stadium, Pays de Galles       | Pays de Galles -20 | 26 - 13 | Écosse -20     |
| Le 11 février à 20 h | Stade Maurice-David, Aix-en-Provence | France -20         | 16 - 17 | Irlande -20    |

Troisième journée
| Le 25 février à 19 h | Castle Park, Bristol            | Angleterre -20 | 43 - 14 | Pays de Galles -20 |
| Le 25 février à 20 h | Edinburgh Rugby Stadium, Écosse | Écosse -20     | 17 - 30 | France -20         |
| Le 25 février à 20 h | Musgrave Park, Irlande          | Irlande -20    | 39 - 12 | Italie -20         |

Quatrième journée
| Le 10 mars à 20 h    | Eirias Stadium, Pays de Galles     | Pays de Galles -20 | 15 - 47 | France -20  |
| Le 11 mars à 19 h    | Stadio Comunale di Monigo, Trévise | Italie -20         | 27 - 13 | Écosse -20  |
| Le 12 mars à 19 h 15 | Barnet Copthall, Londres           | Angleterre -20     | 27 - 42 | Irlande -20 |

Cinquième journée
| Le 20 mars à 14 h | Eirias Stadium, Pays de Galles | Pays de Galles -20 | 20 - 27 | Italie -20     |
| Le 20 mars à 17 h | Musgrave Park, Irlande         | Irlande -20        | 59 - 5  | Écosse -20     |
| Le 20 mars à 20 h | Stade Aimé-Giral, Perpignan    | France -20         | 26 - 22 | Angleterre -20 |

## Classement
Ci-dessous, le classement de la compétition :
| Rang | Nation             | J | V | N | D | Bo | Bd | Pm  | Pe  | Diff | Pts |
| ---- | ------------------ | - | - | - | - | -- | -- | --- | --- | ---- | --- |
| 1    | Irlande -20        | 5 | 5 | 0 | 0 | 7  | 0  | 210 | 65  | +145 | 27  |
| 2    | France -20         | 5 | 4 | 0 | 1 | 3  | 1  | 160 | 86  | +74  | 20  |
| 3    | Angleterre -20 (T) | 5 | 2 | 0 | 3 | 3  | 2  | 133 | 112 | +21  | 13  |
| 4    | Italie -20         | 5 | 3 | 0 | 2 | 1  | 0  | 87  | 113 | -26  | 13  |
| 5    | Pays de Galles -20 | 5 | 1 | 0 | 4 | 1  | 1  | 80  | 183 | -103 | 6   |
| 6    | Écosse -20         | 5 | 0 | 0 | 5 | 1  | 0  | 72  | 183 | -111 | 1   |

|  | Vainqueur du tournoi                |
|  | T : tenant du titre (édition 2021). |

Attribution des points : quatre points sont attribués pour une victoire, deux points pour un match nul, aucun point en cas de défaite, un point si au moins 4 essais marqués, un point en cas de défaite avec moins de 8 points d'écart, trois points en cas de Grand Chelem.
Règles de classement : 1. points marqués ; 2. différence de points de matchs ; 3. nombre d'essais marqués ; 4. titre partagé.

## Acteurs du Tournoi des Six Nations 2022

### Joueurs

#### Angleterre
Le 10 janvier, Alan Dickens (en) dévoile un groupe de trente-deux joueurs sélectionnés pour l'année 2022.
Pour la première journée, Ollie Dawkins, Greg Fisilau et Jasper Spandler (en) sont convoqués en plus.
Lors de la journée suivante, Sam Edwards (en), Francis Moore et Finn Theobald-Thomas (en) sont les nouveaux appelés.
À l'occasion de la troisième journée, Lewis Chessum (en), Cassius Cleaves (en), Chandler Cunningham-South, Jacob Cusick, Rekeiti Ma'asi-White (en), Archie McArthur et Joe Vajner sont également sélectionnés.
Pour la quatrième journée, Tim Hoyt (en) et Nye Thomas (en) font partie du groupe anglais.
| Entraîneur | Entraîneur             | Alan Dickens (en) |
| Avants     | Pilier                 | Fin Baxter, Mark Dormer, Robin Hardwick, Will Hobson, Tim Hoyt (en), Archie McArthur, Mikey Summerfield                        |
| Avants     | Talonneur              | Ollie Fletcher, Jasper Spandler (en), John Stewart (en), Finn Theobald-Thomas (en), Joe Vajner                                 |
| Avants     | Deuxième ligne         | Alfie Bell, Lewis Chessum (en), Tom Lockett (en), Charlie Rice                                                                 |
| Avants     | Troisième ligne aile   | Lucas Brooke (en), Kofi Cripps (en), Chandler Cunningham-South, Toby Knight (en), Guy Pepper, Ewan Richards (en), Alex Wardell |
| Avants     | Troisième ligne centre | Greg Fisilau, Emeka Ilione (en), Geordie Irvine                                                                                |
| Arrières   | Demi de mêlée          | Tom Carr-Smith, Sam Edwards (en), Matty Jones, Nye Thomas (en)                                                                 |
| Arrières   | Demi d'ouverture       | Jamie Benson (en), Louie Johnson (en), Fin Smith                                                                               |
| Arrières   | Centre                 | Seb Atkinson (en), Jacob Cusick, Ethan Grayson, Olly Hartley, Will Joseph, Tom Litchfield, Rekeiti Ma'asi-White (en)           |
| Arrières   | Ailier                 | Deago Bailey, Cassius Cleaves (en), Ollie Dawkins, Francis Moore, Iwan Stephens (en)                                           |
| Arrières   | Arrière                | Henry Arundell, George Hendy                                                                                                   |

#### Écosse
Le 27 janvier, Kenny Murray (en) nomme un groupe de trente joueurs convoqués pour la compétition, Rhys Tait (en) en est le capitaine.
Pour la première journée, Sinjin Broad, Ollie Melville et Gregor Scougall sont sélectionnés pour jouer ce match.
À l'occasion de la deuxième journée, Robert Gordon est également convoqué.
Lors de la troisième journée, Rudi Brown (en) et Thomas Glendinning sont sélectionnés.
L'arrière Keiran Clark l'est également pour la quatrième journée.
Pour l'ultime journée, Corey Bowker est l'unique joueur convoqué en plus.
| Entraîneur | Entraîneur             | Kenny Murray (en)                                                                                        |
| Avants     | Pilier                 | Tom Banatvala, Corey Bowker, Olly Frostick, Mikey Jones, Callum Norrie (en), Ali Rogers, Gregor Scougall |
| Avants     | Talonneur              | Patrick Harrison, Gregor Hiddleston, Duncan Hood                                                         |
| Avants     | Deuxième ligne         | Jake Spurway, Josh Taylor, Max Williamson                                                                |
| Avants     | Troisième ligne aile   | Rudi Brown (en), Tim Brown, Matt Deehan, Robert Gordon, Innes Hill, Olujare Oguntibeju, Rhys Tait (en)   |
| Avants     | Troisième ligne centre | Ollie Leatherbarrow                                                                                      |
| Arrières   | Demi de mêlée          | Sinjin Broad, Jonty Cope, Jed Gelderbloom, Murray Redpath                                                |
| Arrières   | Demi d'ouverture       | Euan Cunningham, Christian Townsend                                                                      |
| Arrières   | Centre                 | Thomas Glendinning, Michael Gray, Duncan Munn (en), Ben Salmon, Andy Stirrat                             |
| Arrières   | Ailier                 | Ben Evans, Ross McKnight, Ollie Melville                                                                 |
| Arrières   | Arrière                | Keiran Clark, Robin McClintock                                                                           |

#### France
Le 26 janvier, le sélectionneur Jean-Marc Béderède convoque un premier groupe de vingt-six joueurs pour les deux premières journées. Killian Tixeront est nommé capitaine.
Finalement, pour la première journée, l'ailier Ethan Randle est également convoqué.
Pour la deuxième journée, Jules Coulon, Noé Della Schiava, Aubin Eymeri, Louis Foursans-Bourdette, Lucas Martin, Louis Penverne et Matthieu Uhila sont convoqués. Louis Le Brun récupère le capitanat à la suite de l'absence de Tixeront pour ce match. Finalement, pour la rencontre, le pilier droit Thomas Crețu fait son apparition, tout comme Joseph Exshaw.
Afin d'affronter l'Écosse, l'encadrement des Bleuets convoque les talonneurs Connor Sa et Mamoudou Meïté, le deuxième ligne Louis Descoux, le troisième ligne Hugo Sarrasin, le demi de mêlée Simon Tarel, le demi d'ouverture Théo Giral ainsi que les arrières Amona Artaud et Logan Tabet,.
Début mars, pour la quatrième journée, Damien Bonnet, Robin Dioné, Romain Fonnicola, Clément Garrigues, Nolann Le Garrec et Baptiste Tsague sont les nouveaux appelés parmi un groupe de trente-deux convoqués. Pour la rencontre, le deuxième ligne Ugo Vignolles est sélectionné pour ce match.
| Entraîneur | Entraîneur             | Jean-Marc Béderède |
| Avants     | Pilier                 | Robin Bellemand, Thomas Crețu, Thomas Moukoro, Louis Penverne, Matis Perchaud, Valentin Simutoga, Eliott Yemsi                |
| Avants     | Talonneur              | Benjamin Boudou, Lucas Martin, Mamoudou Meïté, Victor Montgaillard, Connor Sa                                                 |
| Avants     | Deuxième ligne         | Hugo Auradou, Noé Della Schiava, Louis Descoux, Mattéo Desjeux, Samuel M'Foudi, Raphaël Portat, Matthieu Uhila, Ugo Vignolles |
| Avants     | Troisième ligne aile   | Léo Banos, Damien Bonnet, Esteban Capilla, Jules Coulon, Robin Dioné, Hugo Sarrasin, Killian Tixeront                         |
| Avants     | Troisième ligne centre | Théo Ntamack, Malohi Suta |
| Arrières   | Demi de mêlée          | Aubin Eymeri, Baptiste Jauneau, Nolann Le Garrec, Liam Rimet, Simon Tarel                                                     |
| Arrières   | Demi d'ouverture       | Émile Dayral, Joseph Exshaw, Louis Foursans-Bourdette, Théo Giral                                                             |
| Arrières   | Centre                 | Émilien Gailleton, Clément Garrigues, Louis Le Brun                                                                           |
| Arrières   | Ailier                 | Romain Fonnicola, Jefferson Joseph, Ethan Randle, Enzo Reybier, Baptiste Tsague                                               |
| Arrières   | Arrière                | Amona Artaud, Max Auriac, Léo Barré, Axel Bevia, Logan Tabet                                                                  |

#### Galles
Le 27 janvier, le sélectionneur gallois Byron Hayward (en) nomme un groupe de trente-huit joueurs pour la compétition. Il désigne le troisième ligne aile Alex Mann capitaine.
Pour la deuxième journée, le demi de mêlée Archie Hughes (en) est convoqué.
En vue de la quatrième journée, le troisième ligne aile Ben Gregory est sélectionné à la suite de la blessure de Tom Cowan et du carton rouge à l'encontre d'Alex Mann. De ce fait, Joe Hawkins récupère le capitanat en son absence.
Pour l'ultime rencontre, le demi de mêlée Luke Davies (en) est appelé pour jouer ce match.
| Entraîneur | Entraîneur             | Byron Hayward (en)                                                                                  |
| Avants     | Pilier                 | Rhys Barratt (en), Joe Cowell (en), Nathan Evans (en), Ellis Fackrell, Cameron Jones, Adam Williams |
| Avants     | Talonneur              | Connor Chapman, Efan Daniel (en), Lewis Morgan (en), Morgan Veness                                  |
| Avants     | Deuxième ligne         | Alex Ashton, Dafydd Jenkins, Lewis Jones, Joe Peard, Benji Williams, Ryan Woodman                   |
| Avants     | Troisième ligne aile   | Tom Cowan, Ethan Fackrell, Ben Gregory, Alex Mann                                                   |
| Avants     | Troisième ligne centre | Ben Moa, Morgan Morse                                                                               |
| Arrières   | Demi de mêlée          | Archie Hughes (en), Luke Davies (en), Morgan Lloyd, Harvey Nash, Harri Williams                     |
| Arrières   | Demi d'ouverture       | Jac Lloyd, Dan Edwards, Josh Phillips                                                               |
| Arrières   | Centre                 | Bryn Bradley (en), Joe Hawkins , Eddie James, Joe Westwood (en)                                     |
| Arrières   | Ailier                 | Oli Andrew, Callum Dodd, Tom Florence, Josh Hathaway, Harri Houston                                 |
| Arrières   | Arrière                | Iestyn Hopkins (en), Cameron Winnett                                                                |

#### Irlande
Fin janvier 2022, Richie Murphy (en) dévoile sa liste des trente-et-un joueurs convoqués pour le Tournoi. Il nomme le troisième ligne aile Reuben Crothers capitaine.
Pour la troisième journée, Jude Postlethwaite (en) et Lorcan McLoughlin sont convoqués.
Pour la quatrième journée, Ben Carson et Diarmuid Mangan sont appelés.
| Entraîneur | Entraîneur             | Richie Murphy (en)                                                                                          |
| Avants     | Pilier                 | Jack Boyle, Darragh McSweeney, Rory McGuire, Oisin Michel, Jack O'Sullivan, Scott Wilson (en)               |
| Avants     | Talonneur              | Josh Hanlon, James McCormick                                                                                |
| Avants     | Deuxième ligne         | John Glasgow, Adam McNamee, Mark Morrissey, Conor O'Tighearnaigh                                            |
| Avants     | Troisième ligne aile   | Reuben Crothers , Diarmuid Mangan, Lorcan McLoughlin, James McNabney, Conor Moloney (en), Ronan O'Sullivan  |
| Avants     | Troisième ligne centre | James Culhane (en)                                                                                          |
| Arrières   | Demi de mêlée          | Ethan Coughlan (en), Matthew Devine, Adam Maher                                                             |
| Arrières   | Demi d'ouverture       | Tony Butler (en), Charlie Tector (en)                                                                       |
| Arrières   | Centre                 | Ben Brownlee (en), Ben Carson, Fionn Gibbons (en), Daniel Hawkshaw, Jude Postlethwaite (en), Daniel Squires |
| Arrières   | Ailier                 | Aitzol King (en), Shane Mallon, Chay Mullins (en), Dylan O'Grady                                            |
| Arrières   | Arrière                | Patrick Campbell (en)                                                                                       |

#### Italie
Le 30 janvier, le sélectionneur italien Massimo Brunello (it) convoque un groupe de vingt-cinq joueurs pour la première journée. Il nomme le troisième ligne centre Giacomo Ferrari (en) capitaine.
Pour la seconde journée, le talonneur Lapo Frangini (en) est convoqué en plus.
Le 16 février, l'ailier Federico Cuminetti est le seul nouveau sélectionné pour préparer la troisième journée,. Quelques jours plus tard, Massimo Brunello effectue deux changements avec les départs de Matteo Bernardinello et de Matteo Rubinato pour les arrivées d'Alex Artuso et de Flavio Vaccari.
Pour la quatrième journée, Andrea Cuoghi, Giulio Marucchini et Pietro Turrisi sont appelés.
| Entraîneur | Entraîneur             | Massimo Brunello (it)                                                                                         |
| Avants     | Pilier                 | Alex Artuso, Riccardo Bartolini, Matteo Bernardinello, Valerio Bizzotto, Riccardo Genovese (en), Luca Rizzoli |
| Avants     | Talonneur              | Mattia Bonan, Lapo Frangini (en), Tommaso Scramoncin                                                          |
| Avants     | Deuxième ligne         | Riccardo Andreoli, Alessandro Ortombina, Pietro Turrisi                                                       |
| Avants     | Troisième ligne aile   | Carlos Berlese, Giovanni Cenedese, Giulio Marucchini, David Odiase (en), Ross Vintcent                        |
| Avants     | Troisième ligne centre | Giacomo Ferrari (en), Matteo Rubinato                                                                         |
| Arrières   | Demi de mêlée          | Andrea Cuoghi, Alessandro Garbisi, Gianluca Tomaselli                                                         |
| Arrières   | Demi d'ouverture       | Giovanni Sante, Nicolò Teneggi (en)                                                                           |
| Arrières   | Centre                 | Arturo Fusari, François Carlo Mey, Dewi Passarella (en)                                                       |
| Arrières   | Ailier                 | Federico Cuminetti, Paul Marie Foroncelli, Filippo Lazzarin, Flavio Vaccari                                   |
| Arrières   | Arrière                | Lorenzo Pani                                                                                                  |

### Arbitres
Les arbitres de champ du Tournoi 2022 sont les suivants, :
| Rugby Europe | Rugby Americas North | Rugby Afrique                           | Sudamérica Rugby   |
| --- | -------------------- | --------------------------------------- | ------------------ |
| - Sara Cox - Hollie Davidson - Aurélie Groizeleau - Benoit Rousselet - Aled Evans - Shota Tevadze - Eoghan Cross (en) - Joy Neville - Clara Munarini - Federico Vedovelli | - Julianne Zussman   | - Aimee Barrett-Theron - AJ Jacobs (en) | - Damián Schneider |

## Récompenses et statistiques individuelles

### Meilleur joueur du Tournoi
L'Irlandais et troisième ligne centre James Culhane (en) remporte le prix du meilleur joueur de la compétition. Durant la compétition, il a notamment inscrit deux essais en cinq matchs, parcouru 485 mètres ballon en main et réussi cinquante-six plaquages sur cinquante-huit,.

### Équipe-type de la compétition
À l'issue de la compétition, une sélection de plusieurs joueurs ayant réalisés de bonnes performances dans le Tournoi sont choisis pour composer l'équipe-type de ce dernier. Deux joueurs se retrouvent à égalité au poste de numéro 4 en deuxième ligne : le Français Samuel M'Foudi et l'Irlandais Conor O'Tighearnaigh, de ce fait ils font tous les deux parties de la sélection. Celle-ci est composée d'un Anglais, huit Français, un Gallois, deux Italiens et quatre Irlandais.
| Poste                  | Joueurs                    | Joueurs                    | Joueurs                    | Joueurs                                 | Joueurs                                 | Joueurs                                 |
| ---------------------- | -------------------------- | -------------------------- | -------------------------- | --------------------------------------- | --------------------------------------- | --------------------------------------- |
| Arrière                | [15] Henry Arundell        | [15] Henry Arundell        | [15] Henry Arundell        | [15] Henry Arundell                     | [15] Henry Arundell                     | [15] Henry Arundell                     |
| Trois quarts ailes     | [14] Chay Mullins (en)     | [14] Chay Mullins (en)     | [14] Chay Mullins (en)     | [11] Enzo Reybier                       | [11] Enzo Reybier                       | [11] Enzo Reybier                       |
| Trois quarts centres   | [13] Eddie James           | [13] Eddie James           | [13] Eddie James           | [12] Louis Le Brun                      | [12] Louis Le Brun                      | [12] Louis Le Brun                      |
| Charnière              | [10] Léo Barré             | [10] Léo Barré             | [10] Léo Barré             | [9] Baptiste Jauneau                    | [9] Baptiste Jauneau                    | [9] Baptiste Jauneau                    |
| Troisième ligne centre | [8] James Culhane (en)     | [8] James Culhane (en)     | [8] James Culhane (en)     | [8] James Culhane (en)                  | [8] James Culhane (en)                  | [8] James Culhane (en)                  |
| Troisième ligne aile   | [7] Léo Banos              | [7] Léo Banos              | [7] Léo Banos              | [6] Théo Ntamack                        | [6] Théo Ntamack                        | [6] Théo Ntamack                        |
| Deuxième ligne         | [5] Mark Morrissey         | [5] Mark Morrissey         | [5] Mark Morrissey         | [4] Samuel M'Foudi Conor O'Tighearnaigh | [4] Samuel M'Foudi Conor O'Tighearnaigh | [4] Samuel M'Foudi Conor O'Tighearnaigh |
| Piliers                | [3] Riccardo Genovese (en) | [3] Riccardo Genovese (en) | [3] Riccardo Genovese (en) | [1] Luca Rizzoli                        | [1] Luca Rizzoli                        | [1] Luca Rizzoli                        |
| Talonneur              | [2] Connor Sa              | [2] Connor Sa              | [2] Connor Sa              | [2] Connor Sa                           | [2] Connor Sa                           | [2] Connor Sa                           |

### Meilleurs réalisateurs
L'arrière de la France Max Auriac et le demi d'ouverture de l'Irlande Charlie Tector (en) finissent meilleurs réalisateurs du Tournoi avec 53 points inscrits chacun.
| Rang | Joueur              | Équipe         | Poste                     | Points | Essais | Transf. | Pén. | Drops |
| ---- | ------------------- | -------------- | ------------------------- | ------ | ------ | ------- | ---- | ----- |
| 1    | Max Auriac          | France -20     | Arrière                   | 53     | 2      | 5       | 11   | 0     |
| -    | Charlie Tector (en) | Irlande -20    | Demi d'ouverture          | 53     | 0      | 16      | 7    | 0     |
| 3    | Jamie Benson (en)   | Angleterre -20 | Demi d'ouverture          | 27     | 0      | 9       | 3    | 0     |
| 4    | Léo Barré           | France -20     | Arrière, demi d'ouverture | 22     | 0      | 5       | 4    | 0     |
| 5    | Henry Arundell      | Angleterre -20 | Arrière                   | 20     | 4      | 0       | 0    | 0     |
| -    | Matthew Devine      | Irlande -20    | Demi de mêlée             | 20     | 4      | 0       | 0    | 0     |
| 7    | Robin McClintock    | Écosse -20     | Arrière                   | 19     | 0      | 2       | 5    | 0     |
| 8    | Giovanni Sante      | Italie -20     | Demi d'ouverture          | 17     | 0      | 4       | 3    | 0     |
| 9    | Fionn Gibbons (en)  | Irlande -20    | Ailier, centre            | 15     | 3      | 0       | 0    | 0     |
| -    | James McCormick     | Irlande -20    | Talonneur                 | 15     | 3      | 0       | 0    | 0     |
| -    | Chay Mullins (en)   | Irlande -20    | Ailier                    | 15     | 3      | 0       | 0    | 0     |
| -    | Enzo Reybier        | France -20     | Ailier                    | 15     | 3      | 0       | 0    | 0     |
| -    | Connor Sa           | France -20     | Talonneur                 | 15     | 3      | 0       | 0    | 0     |
| -    | Nicolò Teneggi (en) | Italie -20     | Demi d'ouverture          | 15     | 0      | 3       | 3    | 0     |

### Meilleurs marqueurs
L'arrière de l'Angleterre Henry Arundell et le demi de mêlée de l'Irlande Matthew Devine finissent meilleur marqueur d'essais du Tournoi avec quatre réalisations.
| Rang | Joueur             | Équipe         | Poste          | Essais |
| ---- | ------------------ | -------------- | -------------- | ------ |
| 1    | Henry Arundell     | Angleterre -20 | Arrière        | 4      |
| -    | Matthew Devine     | Irlande -20    | Demi de mêlée  | 4      |
| 3    | Fionn Gibbons (en) | Irlande -20    | Ailier, centre | 3      |
| -    | James McCormick    | Irlande -20    | Talonneur      | 3      |
| -    | Chay Mullins (en)  | Irlande -20    | Ailier         | 3      |
| -    | Enzo Reybier       | France -20     | Ailier         | 3      |
| -    | Connor Sa          | France -20     | Talonneur      | 3      |
| 8    | Quinze joueurs     | Quinze joueurs | Quinze joueurs | 2      |

## Première journée

### France - Italie
| J1 Vendredi 4 février 2022 20 h | (bo) France -20 | 41 - 15 (22 - 7) | Italie -20 | Stade André-et-Guy-Boniface, Mont-de-Marsan Arbitre : Eoghan Cross (en) |
| J1 Vendredi 4 février 2022 20 h | Essai(s) : 4 Reybier (14e), Dayral (24e), Bevia (29e), Auriac (72e) Transformation(s) : 3 Auriac (15e, 26e, 73e) Pénalité(s) : 5 Auriac (21e, 48e, 53e, 60e, 78e) | Rapport          | Essai(s) : 2 Ortombina (41e), Pani (43e) Transformation(s) : 1 Teneggi (en) (42e) Pénalité(s) : 1 Teneggi (42e) | Stade André-et-Guy-Boniface, Mont-de-Marsan Arbitre : Eoghan Cross (en) |
| J1 Vendredi 4 février 2022 20 h | | Rapport          | | Stade André-et-Guy-Boniface, Mont-de-Marsan Arbitre : Eoghan Cross (en) |

### Écosse - Angleterre
| J1 Vendredi 4 février 2022 20 h | (bo) Écosse -20 | 24 - 41 (12 - 10) | Angleterre -20 (bo) | Edinburgh Rugby Stadium, Édimbourg Arbitre : Benoit Rousselet |
| J1 Vendredi 4 février 2022 20 h | Essai(s) : 4 Leatherbarrow (12e, 30e), Melville (44e), Hiddleston (80e+2) Transformation(s) : 2 Townsend (32e, 80e+4) Carton(s) jaune(s) : 1 Oguntibeju (61e) | Rapport           | Essai(s) : 6 Arundell (22e), Knight (en) (37e, 63e), Carr-Smith (54e), Grayson (65e), Litchfield (75e) Transformation(s) : 4 Benson (en) (55e, 64e, 66e, 76e) Pénalité(s) : 1 Benson (51e) Carton(s) jaune(s) : 1 Hobson (80e+2) | Edinburgh Rugby Stadium, Édimbourg Arbitre : Benoit Rousselet |
| J1 Vendredi 4 février 2022 20 h | | Rapport           | | Edinburgh Rugby Stadium, Édimbourg Arbitre : Benoit Rousselet |

### Irlande - Pays de Galles
| J1 Vendredi 4 février 2022 20 h | (bo) Irlande -20 | 53 - 5 (22 - 0) | Pays de Galles -20                                                         | Musgrave Park, Cork 7 289 spectateurs Arbitre : Julianne Zussman |
| J1 Vendredi 4 février 2022 20 h | Essai(s) : 8 Mullins (en) (13e, 51e), Devine (22e), Morrissey (34e), Crothers (41e), McNabney (44e), McCormick (60e), Brownlee (en) (79e) Transformation(s) : 5 Tector (en) (23e, 35e, 42e, 52e), Butler (en) (80e) Pénalité(s) : 1 Tector (3e) | Rapport         | Essai(s) : 1 Andrew (74e) Carton(s) jaune(s) : 2 Andrew (21e), Peard (46e) | Musgrave Park, Cork 7 289 spectateurs Arbitre : Julianne Zussman |
| J1 Vendredi 4 février 2022 20 h | | Rapport         |                                                                            | Musgrave Park, Cork 7 289 spectateurs Arbitre : Julianne Zussman |

## Deuxième journée

### Italie - Angleterre
| J2 Vendredi 11 février 2022 19 h | Italie -20                             | 6 - 0 (3 - 0) | Angleterre -20 (bd) | Stadio Comunale di Monigo, Trévise 2 845 spectateurs Arbitre : Aurélie Groizeleau |
| J2 Vendredi 11 février 2022 19 h | Pénalité(s) : 1 Teneggi (en) (6e, 44e) | Rapport       |                     | Stadio Comunale di Monigo, Trévise 2 845 spectateurs Arbitre : Aurélie Groizeleau |
| J2 Vendredi 11 février 2022 19 h |                                        | Rapport       |                     | Stadio Comunale di Monigo, Trévise 2 845 spectateurs Arbitre : Aurélie Groizeleau |

### Pays de Galles - Écosse
| J2 Vendredi 11 février 2022 19 h | (bo) Pays de Galles -20 | 26 - 13 (0 - 7) | Écosse -20                                                                                           | Eirias Stadium, Colwyn Bay 2 583 spectateurs Arbitre : Sara Cox |
| J2 Vendredi 11 février 2022 19 h | Essai(s) : 4 Mann (49e), Hawkins (67e), Houston (73e), Morse (79e) Transformation(s) : 3 J. Lloyd (50e), Edwards (68e, 80e) | Rapport         | Essai(s) : 1 Deehan (14e) Transformation(s) : 1 Townsend (15e) Pénalité(s) : 1 McClintock (45e, 64e) | Eirias Stadium, Colwyn Bay 2 583 spectateurs Arbitre : Sara Cox |
| J2 Vendredi 11 février 2022 19 h | | Rapport         | | Eirias Stadium, Colwyn Bay 2 583 spectateurs Arbitre : Sara Cox |

### France - Irlande
| J2 Vendredi 11 février 2022 20 h | (bd) France -20 | 16 - 17 (10 - 7) | Irlande -20 | Stade Maurice-David, Aix-en-Provence 5 043 spectateurs Arbitre : Hollie Davidson |
| J2 Vendredi 11 février 2022 20 h | Essai(s) : 1 Montgaillard (26e) Transformation(s) : 1 Auriac (28e) Pénalité(s) : 3 Auriac (4e, 44e, 57e) Carton(s) jaune(s) : 1 M'Foudi (75e) | Rapport          | Essai(s) : 2 McCormick (32e), Brownlee (en) (79e) Transformation(s) : 2 Tector (en) (33e, 80e) Pénalité(s) : 1 Tector (54e) | Stade Maurice-David, Aix-en-Provence 5 043 spectateurs Arbitre : Hollie Davidson |
| J2 Vendredi 11 février 2022 20 h | | Rapport          | | Stade Maurice-David, Aix-en-Provence 5 043 spectateurs Arbitre : Hollie Davidson |

## Troisième journée

### Angleterre - Pays de Galles
| J3 Vendredi 25 février 2022 19 h | (bo) Angleterre -20 | 43 - 14 (15 - 7) | Pays de Galles -20 | Castle Park, Bristol Arbitre : Joy Neville |
| J3 Vendredi 25 février 2022 19 h | Essai(s) : 6 Arundell (26e, 68e), Theobald-Thomas (en) (34e), Ilione (en) (41e), Hobson (51e), Bailey (64e) Transformation(s) : 5 Benson (en) (35e, 42e, 53e), Johnson (en) (66e, 69e) Pénalité(s) : 1 Benson (21e) | Rapport          | Essai(s) : 1 Barratt (en) (2e), B. Williams (48e) Transformation(s) : 2 J. Lloyd (3e, 49e) Carton(s) rouge(s) : 1 Mann (28e) | Castle Park, Bristol Arbitre : Joy Neville |
| J3 Vendredi 25 février 2022 19 h | | Rapport          | | Castle Park, Bristol Arbitre : Joy Neville |

### Écosse - France
| J3 Vendredi 25 février 2022 20 h | Écosse -20 | 17 - 30 (3 - 18) | France -20 (bo) | Edinburgh Rugby Stadium, Édimbourg Arbitre : Clara Munarini |
| J3 Vendredi 25 février 2022 20 h | Essai(s) : 2 Norrie (en) (59e), Taylor (78e) Transformation(s) : 2 McClintock (60e, 79e) Pénalité(s) : 1 McClintock (4e) | Rapport          | Essai(s) : 4 Capilla (16e), Le Brun (32e), Gailleton (44e), Sa (66e) Transformation(s) : 2 Dayral (33e), Le Brun (67e) Pénalité(s) : 2 Dayral (9e, 26e) Carton(s) rouge(s) : 2 Joseph (12e), Coulon (68e) | Edinburgh Rugby Stadium, Édimbourg Arbitre : Clara Munarini |
| J3 Vendredi 25 février 2022 20 h | | Rapport          | | Edinburgh Rugby Stadium, Édimbourg Arbitre : Clara Munarini |

### Irlande - Italie
| J3 Vendredi 25 février 2022 20 h | (bo) Irlande -20 | 39 - 12 (13 - 7) | Italie -20 | Musgrave Park, Cork Arbitre : Aled Evans |
| J3 Vendredi 25 février 2022 20 h | Essai(s) : 5 Gibbons (en) (16e), Devine (56e), McLoughlin (60e), Crothers (69e), Mullins (en) (74e) Transformation(s) : 4 Tector (en) (18e, 57e), Butler (en) (70e, 75e) Pénalité(s) : 2 Tector (24e, 28e) Carton(s) jaune(s) : 1 McLoughlin (78e) | Rapport          | Essai(s) : 2 Rizzoli (42e), Scramoncin (78e) Transformation(s) : 1 Teneggi (en) (43e) Carton(s) jaune(s) : 3 Odiase (en) (16e), Ferrari (en) (35e), Frangini (en) (55e) | Musgrave Park, Cork Arbitre : Aled Evans |
| J3 Vendredi 25 février 2022 20 h | | Rapport          | | Musgrave Park, Cork Arbitre : Aled Evans |

## Quatrième journée

### Pays de Galles - France
| J4 Jeudi 10 mars 2022 20 h | Pays de Galles -20 | 15 - 47 (15 - 20) | France -20 (bo) | Eirias Stadium, Colwyn Bay Arbitre : Shota Tevzadze |
| J4 Jeudi 10 mars 2022 20 h | Essai(s) : 2 de pénalité (31e), B. Williams (35e) Transformation(s) : 1 de pénalité (31e) Pénalité(s) : 1 J. Lloyd (5e) | Rapport           | Essai(s) : 6 Fonnicola (6e), Sa (16e, 46e), Reybier (72e), Tarel (77e), Auriac (79e) Transformation(s) : 4 Barré (7e, 17e, 47e, 72e) Pénalité(s) : 3 Barré (12e, 40e, 43e) Carton(s) jaune(s) : 2 Moukoro (31e), M'Foudi (37e) | Eirias Stadium, Colwyn Bay Arbitre : Shota Tevzadze |
| J4 Jeudi 10 mars 2022 20 h | | Rapport           | | Eirias Stadium, Colwyn Bay Arbitre : Shota Tevzadze |

### Italie - Écosse
| J4 Vendredi 11 mars 2022 19 h | Italie -20 | 27 - 13 (17 - 6) | Écosse -20                                                                                            | Stadio Comunale di Monigo, Trévise Arbitre : Aimee Barrett-Theron |
| J4 Vendredi 11 mars 2022 19 h | Essai(s) : 3 Ferrari (en) (3e, 52e), Mey (32e) Transformation(s) : 3 Sante (4e, 33e, 53e) Pénalité(s) : 2 Sante (19e, 49e) | Rapport          | Essai(s) : 1 Taylor (80e) Transformation(s) : 1 Townsend (80e+1) Pénalité(s) : 2 McClintock (8e, 16e) | Stadio Comunale di Monigo, Trévise Arbitre : Aimee Barrett-Theron |
| J4 Vendredi 11 mars 2022 19 h | | Rapport          | | Stadio Comunale di Monigo, Trévise Arbitre : Aimee Barrett-Theron |

### Angleterre - Irlande
| J4 Samedi 12 mars 2022 19 h 15 | (bo) Angleterre -20 | 27 - 42 (17 - 17) | Irlande -20 (bo) | Barnet Copthall, Londres Arbitre : Damián Schneider |
| J4 Samedi 12 mars 2022 19 h 15 | Essai(s) : 4 Hendy (4e), Ilione (en) (30e), Cleaves (en) (57e), Bailey (74e) Transformation(s) : 2 Benson (en) (6e, 31e) Pénalité(s) : 1 Benson (10e) | Rapport           | Essai(s) : 5 Devine (17e), McLoughlin (22e), McGuire (43e), King (en) (61e, 66e) Transformation(s) : 4 Tector (en) (18e, 23e, 44e, 62e) Pénalité(s) : 3 Tector (13e, 53e, 71e) | Barnet Copthall, Londres Arbitre : Damián Schneider |
| J4 Samedi 12 mars 2022 19 h 15 | | Rapport           | | Barnet Copthall, Londres Arbitre : Damián Schneider |

## Cinquième journée

### Pays de Galles - Italie
| J5 Dimanche 20 mars 2022 14 h | (bd) Pays de Galles -20 | 20 - 27 (6 - 15) | Italie -20 (bo) | Eirias Stadium, Colwyn Bay Arbitre : Damián Schneider |
| J5 Dimanche 20 mars 2022 14 h | Essai(s) : 2 Davies (en) (63e), Mann (74e) Transformation(s) : 2 Phillips (64e, 75e) Pénalité(s) : 2 Hawkins (5e, 32e) Carton(s) jaune(s) : Hathaway (40e) | Rapport          | Essai(s) : 4 Mey (2e), Garbisi (33e, 48e), Frangini (en) (60e) Transformation(s) : 2 Sante (3e), Teneggi (en) (62e) Pénalité(s) : 1 Sante (40e) | Eirias Stadium, Colwyn Bay Arbitre : Damián Schneider |
| J5 Dimanche 20 mars 2022 14 h | | Rapport          | | Eirias Stadium, Colwyn Bay Arbitre : Damián Schneider |

### Irlande - Écosse
| J5 Dimanche 20 mars 2022 17 h | (bo) Irlande -20 | 59 - 5 (33 - 0) | Écosse -20                  | Musgrave Park, Cork 8 008 spectateurs Arbitre : Federico Vedovelli |
| J5 Dimanche 20 mars 2022 17 h | Essai(s) : 9 Boyle (5e), Gibbons (en) (11e, 78e), Postlethwaite (en) (23e), Culhane (en) (32e), Carson (39e), Devine (52e), McCormick (57e), Hanlon (74e) Transformation(s) : 7 Tector (en) (6e, 24e, 34e, 40e), Butler (en) (58e, 75e, 79e) Carton(s) jaune(s) : 1 Postlethwaite (68e) | Rapport         | Essai(s) : 1 McKnight (70e) | Musgrave Park, Cork 8 008 spectateurs Arbitre : Federico Vedovelli |
| J5 Dimanche 20 mars 2022 17 h | | Rapport         |                             | Musgrave Park, Cork 8 008 spectateurs Arbitre : Federico Vedovelli |

### France - Angleterre
| J5 Dimanche 20 mars 2022 20 h | France -20 | 26 - 22 (10 - 3) | Angleterre -20 (bd) | Stade Aimé-Giral, Perpignan Arbitre : AJ Jacobs (en) |
| J5 Dimanche 20 mars 2022 20 h | Essai(s) : 2 Yemsi (3e), Reybier (62e) Transformation(s) : 2 Barré (4e), Auriac (63e) Pénalité(s) : 4 Barré (19e), Auriac (49e, 65e, 74e) Carton(s) jaune(s) : 1 Auradou (71e) | Rapport          | Essai(s) : 3 Arundell (52e), de pénalité (71e), Brooke (en) (76e) Transformation(s) : 2 de pénalité (71e), Johnson (en) (76e) Pénalité(s) : 1 Johnson (2e) | Stade Aimé-Giral, Perpignan Arbitre : AJ Jacobs (en) |
| J5 Dimanche 20 mars 2022 20 h | | Rapport          | | Stade Aimé-Giral, Perpignan Arbitre : AJ Jacobs (en) |

## Droits de diffusion
En France, à partir de cette édition, le diffuseur des matchs n'est plus France Télévisions mais L'Équipe qui empoche les droits TV. Ces derniers diffusent l'intégralité de la compétition en direct et en clair sur leur chaîne ainsi que sur leur site pour les matchs hors équipe de France.